# The Red Chord
The Red Chord es un quinteto estadounidense de deathcore originaria de Revere, Massachusetts. El estilo musical de la banda es una mezcla del virtuosismo del mathcore con elementos del armónicamente progresivo death metal técnico, y la velocidad del tempo del deathgrind; además son considerados una banda pionera del deathcore, incluso por muchos el grupo consolidador de dicho estilo.
A pesar de esto, la banda ha declarado que no pertenece a ninguno de los anteriores estilos, declarándose únicamente como una "banda técnica de Metal extremo".
El nombre de la banda viene de la ópera de Alban Berg, llamada Wozzeck.

## Historia
La banda lanzó su primer álbum en el 2002 titulado Fused Together in Revolving Doors, haciéndose famoso en la música extrema underground. Posteriormente, sacaron el disco Clients en el 2005, dando apariciones en el Ozzfest en el 2006, y ya en el 2007 lanzaron su tercer disco Prey for Eyes.
Durante el 2009 la banda saco su cuarto y último disco Fed Through the Teeth Machine.

## Miembros
| Miembros actuales - Guy Kozowyk - voz (1999–presente) - Mike "Gunface" McKenzie - guitarra, coros (2000–presente) - Greg Weeks - bajo (2004–presente) | Antiguos miembros - Jonny Fay - guitarra (2005–2007) - Kevin Rampelberg - guitarra (1999–2005) - Mike Justian - batería (2000–2004, 2010–2011, 2014) - John Longstreth - batería (2004) - Jon Dow - batería (2004) - Adam Wentworth - bajo (2000–2004) - Mike Keller - guitarra (2007–2008) - Brad Fickeisen - batería (2004–2010) | Miembros de tour - Kevin Talley – batería (2006) - Jon "The Charn" Rice – batería (2011, 2015-presente) |

## Discografía
Álbumes de estudio
| Año  | Detalles del álbum                                                                                              |
| ---- | --- |
| 2002 | Fused Together in Revolving Doors - Lanzamiento: 19 de marzo de 2002 - Discografía: Robotic Empire, Metal Blade |
| 2005 | Clients - Lanzamiento: 17 de mayo de 2005 - Discografía: Metal Blade                                            |
| 2007 | Prey for Eyes - Lanzamiento: 24 de julio de 2007 - Discografía: Metal Blade                                     |
| 2009 | Fed Through the Teeth Machine - Lanzamiento: 27 de octubre de 2009 - Discografía: Metal Blade                   |